# Harry Oppenheimer

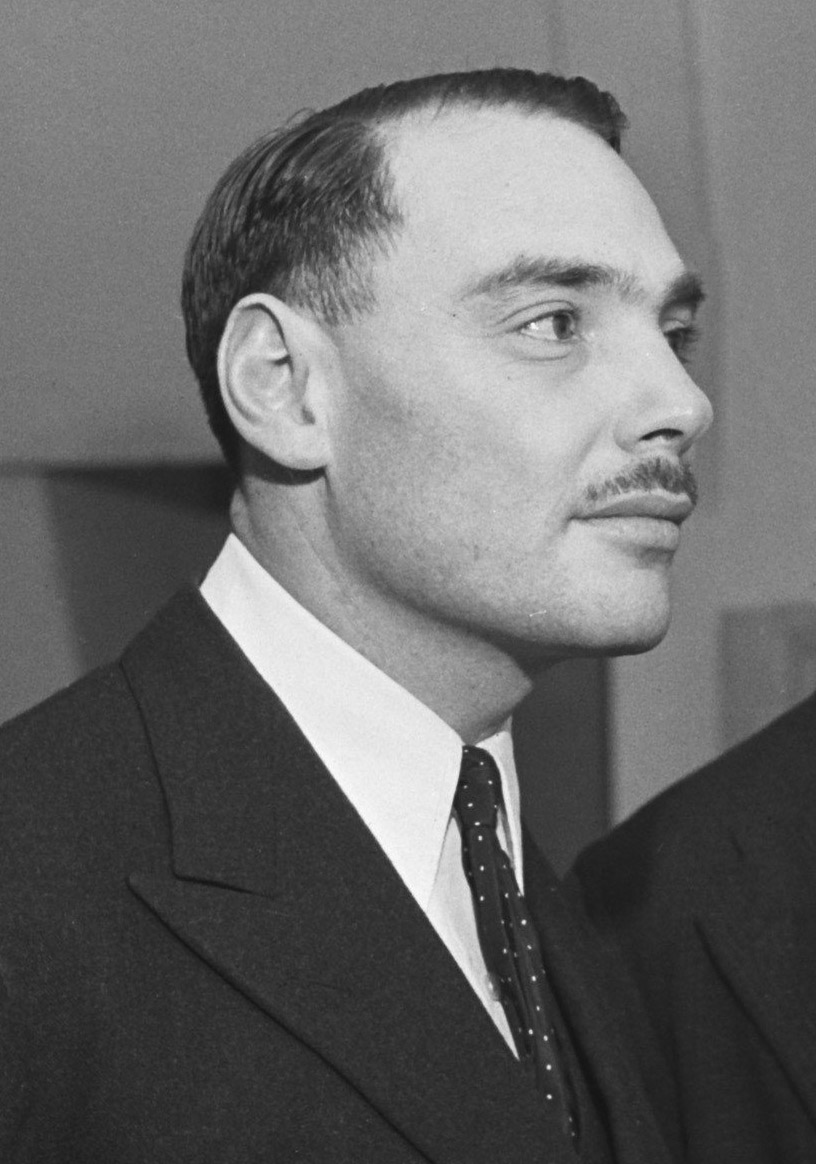
Harry Oppenheimer in Amsterdam, 1945

Harry Frederick Oppenheimer (* 28. Oktober 1908 in Kimberley; † 19. August 2000 in Johannesburg) war ein südafrikanischer Geschäftsmann und einer der wohlhabendsten Menschen der Welt.

## Leben
Oppenheimer ist der Sohn des Bergbaumagnaten Ernest Oppenheimer, der ursprünglich aus Deutschland kam und sich mit seiner Familie im südafrikanischen Kimberley niederließ. Die Stadt war damals das Zentrum der Diamantengewinnung. Er lebte die meiste Zeit seines Lebens in Johannesburg. Nachdem Oppenheimer die Grundschule in Johannesburg abgeschlossen hatte, ging er nach England und besuchte die Charterhouse School, um sich anschließend als Student am College Christ Church in Oxford einzuschreiben. Er machte seinen Abschluss 1931 an der Universität Oxford in den Fächern Philosophie, Politik und Wirtschaft. Als er seine Frau Bridget McCall heiratete, entschied er sich, der Anglikanischen Kirche beizutreten.
Er organisierte später Lieferungen von Diamanten nach Israel und half so den dortigen Diamantmanufakturen. Oppenheimer war sehr stark im Diamanthandel engagiert und hatte seine Unternehmungen in der ganzen Welt durch seine „Diamond Trading Company“ und seine „Diamond Producers Association“.
1993 gründete er den „Oppenheimer Fund“ der Oxford-Universität. Dieser Fonds fördert den Zusammenhang zwischen den Universitäten Oxford und Südafrika. Er ermöglicht den Studentenaustausch zwischen diesen beiden Universitäten.
Harry Oppenheimer war über ein Vierteljahrhundert bis 1982 Vorsitzender bei dem Bergbaukonzern Anglo American. Auch bei De Beers Consolidated Mines war er 27 Jahre als Vorsitzender tätig, bis er 1984 aufhörte. Sein Sohn, Nicky Oppenheimer, wurde 1983 stellvertretender Vorsitzender bei Anglo American und übernahm 1998 den Vorsitz von De Beers.
In den 1970er und 1980er Jahren finanzierte er die liberale, gegen die Apartheid stehende Progressive Federal Party, die in der Democratic Alliance aufging. Später wurde Oppenheimer Vertrauter von Nelson Mandela.

## Diamanten-Museum

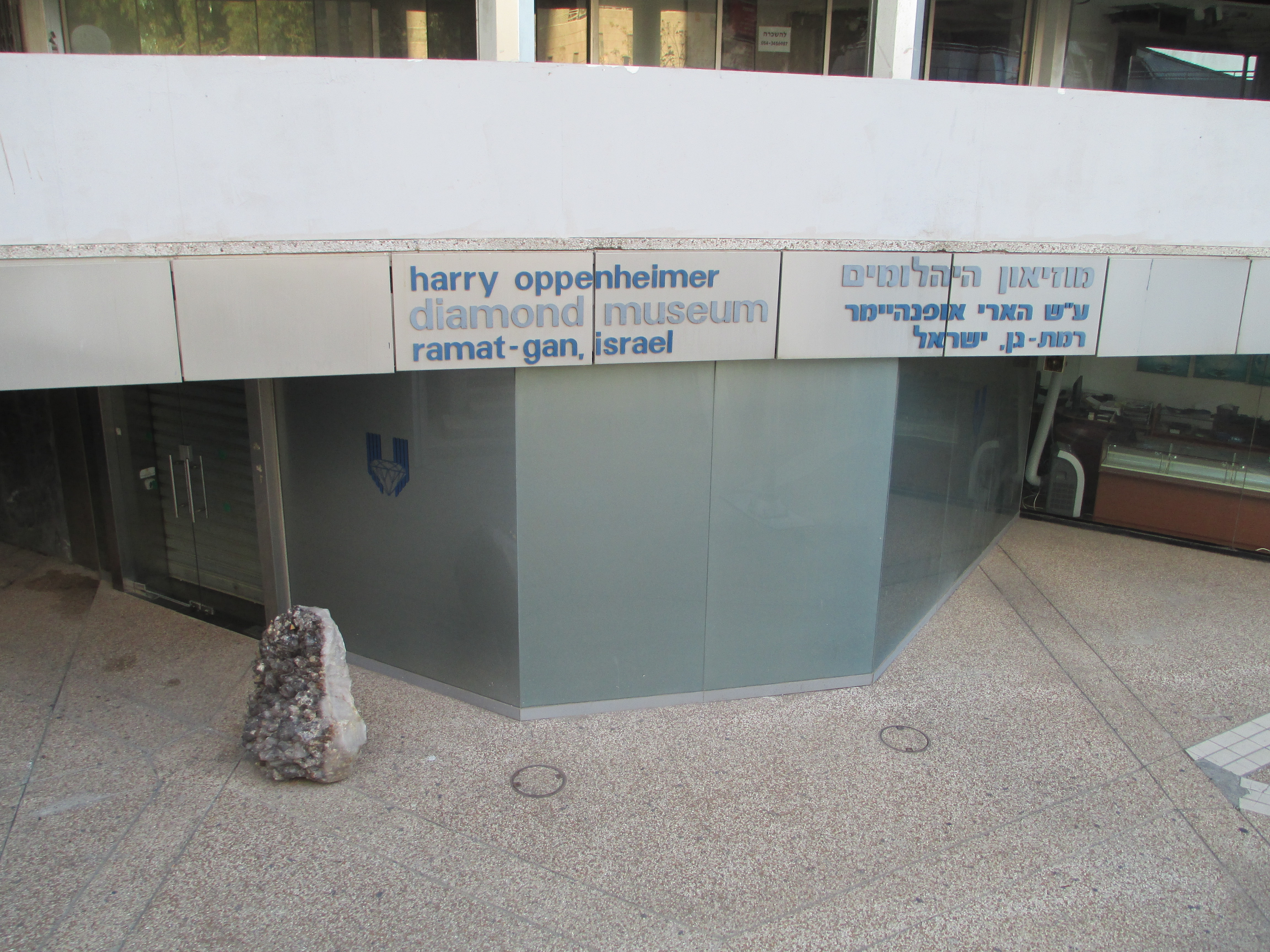
Diamantenmuseum in Ramat Gan

In Ramat Gan bei Tel Aviv befindet sich das Harry Oppenheimer Diamond Museum, ein Museum über die Geschichte und die Verarbeitung von Diamanten in Israel, sowie eine kleine Ausstellung von Schmuckstücken.

## Ehrungen
- 1999 erhielt Oppenheimer den Order for Meritorious Service in Gold.[5]